# حياة الماعز (فلم)
حَيَاةُ المَاعِزِ (بالمليالمية: آدُج٘یوِتَمْ/ആടുജീവിതം) فيلم درامي هندي من صنف أفلام البقاء على قيد الحياة، صدر باللغة المليالمية في مارس 2024، كتبه وأخرجه وشارك في إنتاجه بليسي. الفيلم إنتاج دولي مشترك يضمّ شركات في الهند والولايات المتحدة، أما سيناريو الفيلم فمقتبس من رواية أيام الماعز الأكثر مبيعًا لعام 2008 بقلم الروائي الهندي بنيامين مع بعض التغييرات والحبكة الدرامية، الرواية تستند إلى قصة حقيقية لعامل مليالي من ولاية كيرلة جنوب الهند اسمه «نجيب محمد»، جرى استغلاله وتعرّض لظروف صعبة ومريرة واُجبر على رعي الغنم في منطقة صحراوية ومعزولة بعد قدومه للسعودية انتهت أخيرًا بهروبه ومن ثم ترحيله إلى بلاده، واحدة من آلاف القصص لعمال عاشوا ظروفً مشابهة في الصحراء بحسب ما أورده منتجوا الفلم.
الفيلم من بطولة برتوي راج السُّكُماري، جيمي جان لويس وكي آر جوكول في الأدوار الرئيسية مع طالب البلوشي، ريك آبي، أمالا بول وشوبه موهان في الأدوار المساندة.
رغب الكاتب والمخرج بليسي بتكييف رواية حياة الماعز لتصبح فلمًا سينمائيًا منذ أن قرأ الرواية في العام 2008 واختار برتوي راج ليكون البطل. وفي العام التالي اشترى حقوق النص من الكاتب بنيامين وشرع في كتابة السيناريو، لاحقًا لم يتوفر لبليسي ميزانية مالية وإنتاجًا يسمح بتقدّم المشروع، فأمضى بليسي سنوات يبحث عن منتج مناسب وجده أخيرًا في العام 2015 مما سمح للمشروع باكتساب الزخم، فقد انضمّ جيمي جان لويس وستيفن آدامز إلى بليسي كمنتجين مشاركين وقام حفيظ الله رحمان بتأليف الموسيقى التصويرية الأصلية للفيلم والأغاني.
استمر التصوير الرئيسي على مراحل بين مارس 2018 ويوليو 2022 وذلك من خلال ستة جداول زمنية في كل من صحراء وادي رم بالأردن وصحراء الجزائر في الصحراء الكبرى مع تصوير بعض المشاهد في ولاية كيرلة بالهند. تقطعت السبل بالطاقم في الأردن من مارس إلى مايو 2020 «70 يومًا» وذلك بسبب القيود التي فرضتها جائحة كوفيد-19 واضطروا للعودة للهند من خلال برنامج بعثة فاندي بهارات للإجلاء التابع للحكومة الهندية. استكمل التصوير في أبريل 2022 بالجزائر واستمر في شهر مايو لينتقلوا بعدها إلى الأردن التي استمر التصوير فيها حتى منتصف شهر يونيو، انتقل الطاقم أخيرًا إلى ولاية كيرلة بالهند حيث انتهى التصوير في 14 يوليو 2022.
اُصدر الفيلم في جميع أنحاء العالم في 28 مارس 2024 وحقق أكثر من 160 كرور روبية «19 مليون دولار أمريكي» حتى الآن. يعد فيلم حياة الماعز حاليًا ثالث أعلى فيلم مليالمي من حيث الإيرادات على الإطلاق وثاني أعلى فيلم مليالمي من حيث الإيرادات لعام 2024 ورابع أعلى فيلم هندي جنوبي من حيث الإيرادات لهذا العام بالإضافة إلى كونه أحد أعلى الأفلام الهندية ربحا لعام 2024.

## القصة
الفيلم عن نجيب العامل الهندي الذي رهن منزله وباع ممتلكاته ليحصل على تأشيرة عمل في إحدى الشركات داخل المملكة العربية السعودية، تبدأ الحكاية بعد وصوله برفقة صديقه حكيم إلى المملكة، يتأخر كفيلهم بالوصول إلى المطار، وبسبب بساطتهم وعدم تمكنهم من اللغة، يستغل الفرصة رجل سعودي صارم قاسي الطباع وعنيف المعاملة، ويوهمهم أنه الكفيل، ثم يأخذهم معه نحو الصحراء القاحلة ليترك الصغير حكيم في مزرعة أحد أصدقائه، ثم يصطحب نجيب بطل الحكاية إلى مزرعته، ليفاجئ نجيب عند وصوله بوجود عامل هندي مسنّ ورث الحال يظهر أنه تعرّض سابقًا لنفس الحال.
ثلاثة أعوام، تحوّل فيها نجيب إلى شخص آخر، تغيّر شكله ومظهره، وتأثر ذهنه وقدرته على الكلام، فقد تعرّض لمعاملة قاسية وصارمة وحياة صعبة ودونية من قبل كفيله الخاطف، وأصبح يعيش حياة الماعز، يأكل معهم، ويصدر بعضًا من أصواتهم، كذلك عثر على العامل الآخر ميتًا وقد أحاطت به النسور في الصحراء.
يلتقي بصديقه حكيم الذي يعيش ذات الحال مصادفًة في الصحراء وبرفقته شخص آخر ذي أصول إفريقية يُدعى إبراهيم من الممكن أن يساعدهم بالهروب، وفي رحلة الهرب يعانون ثلاثتهم مشقة وأهوال الصحراء، ويموت الشاب الصغير حكيم من الحر والعطش والتعب، ثم يختفى الشاب الإفريقي لاحقًا أثناء عاصفة رملية، ويصل أخيرًا نجيب إلى الطريق وهو في حالة إعياء شديدة ويوشك على الهلاك. وبعد محاولات لطلب النجدة، يتوقف له شخص كريم ويصطحبه معه إلى المدينة ويوصله إلى المسجد، وهناك يلتقطه بعض العمال الهنود لأحد الفنادق وينقذوا حياته.
يُأخذ بعدها إلى السلطات ليبلغ عن حالته، ويظهر عندها تعامل السلطات مع العمال مجهولي الحال، كذلك قسوة الكفلاء عند التعرّف على عامل هارب، ويُصاب نجيب بالذعر عند رؤيته لخاطفه الذي يخبره أخيرًا أنه لو كان على كفالته لأعاده للصحراء، ويدرك بعدها نجيب أنه كان مخطوفًا وهذا ليس كفيله، وبعد قضاء ثلاثة أشهر في السجن، يرحّل نجيب إلى الهند.
يُختتم الفيلم بعبارة: «هذه ليست قصة نجيب فحسب، إنما هي حزن آلاف الأشخاص الذين فقدوا حياتهم في الصحراء، وتركوا بلادهم وديارهم من أجل البقاء أحياء».

## طاقم التمثيل
- برتوي راج السكماري، بدور: نجيب محمد
- كاي آر غوكول، بدور: حكيم
- جيمي جان-لويس، بدور: إبراهيم قادري
- أمالا بول، بدور: سينو زوجة نجيب
- شوبه موهان [الإنجليزية]‏، بدور: والدة نجيب
- طالب البلوشي، بدور: الكفيل
- ريك آبي، بدور: جاسر
- ناصر كاروثيني، كونجيكا
- روبن داس، هينديوالا
- بابوراج ثيروفالا، كاروفاتا سريكومار
- عاكف نجم، المواطن الذي ساعده بالوصول للمدينة.

## الإنتاج

### التطوير
في العام 2010، أُعلن أن الكاتب والمخرج «بليسي» قد شرع في تعديل وتكييف رواية الروائي «بنيامين» المكتوبة باللغة المليالمية والصادرة عام 2008 بعنوان «أيام الماعز - آدوجيفيثام» لتصبح سيناريو فيلم روائي طويل. حيث صرّح في أبريل 2010 لصحيفة The Hindu أنه كان يعمل على السيناريو وأن الفيلم سيتم إنتاجه كدراما إنسانية ملحمية. وأكد أيضًا أن برتوي راج السكماري قد تم اختياره للدور الرئيسي في الفلم. ويُذكر أن بليسي أراد تكييف «أيام الماعز - آدوجيفيثام» ضمن فيلم بميزانية كبيرة منذ أن قرأها في العام 2008 حيث انجذب للصور التي شعر بها أثناء مطالعته للرواية، وفي العام 2009، أبرم بليسي اتفاقية تعاقدية مع بنيامين بعد النقاش والتوصل إلى توافق مع المخرج لال جوسه؛ ذلك أن جوسه كان قد أعرب سابقًا عن اهتمامه بتكييف الرواية مع بنيامين. بدأ بليسي بكتابة السيناريو بعد حصوله على الحقوق وأشار إلى أن الفيلم سيتضمن إضافات تتجاوز ما هو موجود في الرواية.
كان من المقرر أن يبدأ التصوير في أغسطس 2010 في صحاري دبي و‌راجستان لكن هذا لم يحدث. في عام 2012 قال بنيامين إن الفيلم لا يزال في مرحلة المناقشة وتم تأجيله في الوقت الحالي منذ أن تبين أن تكلفة إنتاجه غير مجدية لفيلم مليالمي. كان بليسي يناقش الفيلم مع برتوي راج منذ عام 2008. في عام 2015 متذكرا تطور الفيلم الراكد حتى الآن قال برتوي راج إنه كانت هناك مناسبات حيث يمكنهم العمل على الفيلم وإن كان مع بعض التنازلات لكن بليسي أصر على انتظار المنتج المناسب لأنه لم يكن مستعدا للتنازل عن رؤيته. كما انضم جيمي جان لويس من جيت ميديا للإنتاج وستيفن آدمز من ألتا جلوبال ميديا إلى بليسي كمنتجين. وفقا لبرتوي راج تصور بليسي فيلم حياة الماعز باعتباره "فيلم حدث" على غرار فيلم حياة باي حيث تنتقل القصة من حدث إلى آخر بشكل غير خطي.
بالتوازي مع الإعلان الجديد أيضا في نوفمبر 2015 أخبر بليسي الصحيفة الهندوسية أنه مشغول بأعمال البحث في فيلم آخر والذي سيتم الكشف عنه لاحقا والذي سيستمر قبل فيلم حياة الماعز. في مايو 2016 أكد بليسي أنه مشغول بأعمال ما قبل الإنتاج لإعادة إنتاج فلمه المليالمي ثانماثرا (2005) وحياة الماعز باللغة الهندية ولن يحدث ذلك إلا بعد ذلك. ثم قام لاحقا بتحديث أن العمل في كلا الفلمين كان يتقدم في وقت واحد وأن اختيار الممثلين والجدولة سيحددان الفيلم الذي سيبدأ أولا. وفي الوقت نفسه كان قد انتهى بالفعل من إنتاج الفيلم الوثائقي 100 عام من كريسوستوم (2018) والذي بدأ في وقت سابق في مايو 2015 والذي سيكمله في غضون عامين. في أكتوبر 2016 قال بليسي إنه سيبدأ تصوير فيلم حياة الماعز في أوائل عام 2017 وسيصدر في عام 2018. في منتصف عام 2017 قال إنهم جهزوا السيناريو ولكن لم يتم تحديد المواقع وسيبدأ الإنتاج في نوفمبر 2017 وسيستغرق الفيلم 18 شهرا للإصدار.
عن التحديات التي واجهتها عملية تكييف الرواية قال بليسي في الرواية يسترجع نجيب تجربته من خلال المناجاة الفردية وهو ما يمكن نقله بسهولة من خلال العمل الأدبي ولكن من الصعب تصويره على الشاشة. وتختلف قصة الفيلم تماما عن الكتاب. على سبيل المثال في النصف الأخير من الكتاب عندما يوبخ رب عمل نجيب باللغة العربية يقرأ القراء ذلك باللغة المليالمية في حين يتعين على الفيلم أن يوضح مدى إزعاج اللغة لنجيب. وعلى عكس الكتاب لا يستطيع الفيلم أن يكون غامضا لأن المشاهدين يرون كل شيء على الشاشة وقد يشككون في المنطق المقدم. على سبيل المثال يقول الكتاب إن نجيب لم يستطع العثور على ظل تحت عصا ولكن هناك مزرعة يمكن أن تلقي بظلها "في العمل الأدبي لست مضطرا إلى معالجة ذلك لأن القراء يسافرون في الطريق الذي يأخذهم إليه الكاتب". وعلاوة على ذلك يتعين على الفيلم أن يظهر التحول الجسدي لنجيب. وفوق كل شيء آخر يجب أن تتجاوز الصور المرئية للفيلم تلك التي يتخيلها القراء. لا يفهم نجيب اللغة العربية لذا قرر صناع الفيلم تجنب الترجمة في تلك الأجزاء لتوفير نفس التجربة التي حصل عليها نجيب للمشاهدين. ووفقا لبرتوي راج "يتمتع الفيلم بحرية كبيرة تتمثل في عدم وجود لغة" حيث يحتوي حوالي 20 بالمائة فقط من الفيلم على حوارات.

### اختيار الممثلين
في البداية تم النظر في اختيار سورايا لتأدية دور نجيب وتناقش بليسي معه لكن سورايا اختار الانسحاب بسبب جداول أعماله المزدحمة والتزاماته السابقة. وافق برتوي راج على القيام بالفيلم أثناء وجوده في مواقع تصوير بوكيري راجا (2010) في عام 2008. نجيب محمد من رواية بنيامين مبني جزئيا على تجارب نجيب الواقعية. قال برتوي راج على الرغم من أنه ليس شخصا متدينا إلا أن نجيب يركز بشدة على الإيمان. هناك رحلة جسدية ونفسية وروحية للشخصية. لمدة ثلاث سنوات يتفاعل مع الحيوانات أكثر من البشر لذلك "سيصبح" واحدا منهم. بالنسبة لدور نجيب أراد بليسي ممثلا يمكنه تكريس عام ونصف على الأقل للفيلم وهو ما وافق عليه برتوي راج. كان على برتوي راج أن يكتسب ويفقد بعض الوزن لإظهار التحول الجسدي لنجيب على الشاشة فقد اكتسب وزنا يصل إلى 98 كيلوغراما للعب الشخصية في التسلسلات الافتتاحية للفيلم ببطن كبير واضطر إلى فقدان الوزن ليصل إلى 67 كيلوغراما بحلول نهاية الفلم. بعد أن فقد 31 كيلوغراما قال برتوي راج إنه اتبع نظاما غذائيا غير صحي لا ينصح أي شخص باتباعه. فقد أغمي عليه أثناء تصوير مشهد. كان هناك دائما طبيب في الخدمة في المجموعة.
اعتبارا من عام 2015 لم يتم الانتهاء من اختيار أي ممثل آخر إلى جانب برتوي راج. في عام 2016 قال بليسي إنه يبحث عن ممثلين في الصومال وأماكن أخرى. في عام 2017 أصدر صناع الفيلم دعوة لاختيار الممثلين من خلال وسائل التواصل الاجتماعي لدعوة المتقدمين لشاب وشابة وامرأة في منتصف العمر. في فبراير 2018 أكدت أمالا بول من خلال وسائل التواصل الاجتماعي أنها ستلعب دور ساينو. تم تصوير ساينو زوجة نجيب في مراحل مختلفة من حياتها. وفقا لبليسي فإن الدور من شأنه أن يستغل إمكانات أمالا بالنظر إلى الأدوار التي قامت بها حتى الآن. إلى جانب الإنتاج المشترك لعب الممثل الهايتي جيمي جان لويس دورا رئيسيا في دور إبراهيم خضيري. لعب الممثل العماني طالب البلوشي دور رئيس نجيب. لعب ريك آبي الممثل السوداني المقيم في الإمارات العربية المتحدة دورا أيضا.

### التصوير
على الرغم من أن الفيلم تدور أحداثه في المملكة العربية السعودية إلا أن فريق الإنتاج لم يُمنح الإذن بالتصوير هناك وبالتالي كان عليهم الانتقال إلى دول أخرى. وعن قراره بتصوير الفيلم بتقنية ثلاثية الأبعاد قال بليسي "ستساعد تقنية ثلاثية الأبعاد حقا في تحسين الحالة المزاجية العامة. رياح الصحراء وحركة صغيرة للماعز ووحدة نجيب... ستساعد أداة ثلاثية الأبعاد في التقاط هذه المشاعر وتحويلها إلى مستوى جمالي مختلف". تدور المشاهد الرئيسية للفيلم في أماكن صحراوية. بدأ التصوير الرئيسي في 1 مارس 2018 بوظيفة بوجا المعتادة. بدأ الجدول الزمني الأول في ثيروفالا وباثانامثيتا بولاية كيرلة حيث تم تصوير مشاهد الفلاش باك لحياة نجيب قبل وصوله إلى المملكة العربية السعودية. في ذلك الوقت كانت الخطة هي إكمال التصوير في 150 يوما تمتد على مدار 18 شهرا. في ذلك الشهر تم التصوير أيضا في محطة سكة حديد موثلامادا على حدود بلكاد. تم الانتهاء من جدول ولاية كيرلة بحلول الأسبوع الأول من أبريل. تم الانتهاء من حوالي 25 في المائة من الفيلم مع أجزاء رئيسية لم يتم تصويرها بعد. بدأ الجدول الثاني في الأردن في يناير 2019. انضم برتوي راج إلى المجموعات بحلول نهاية ذلك الشهر.

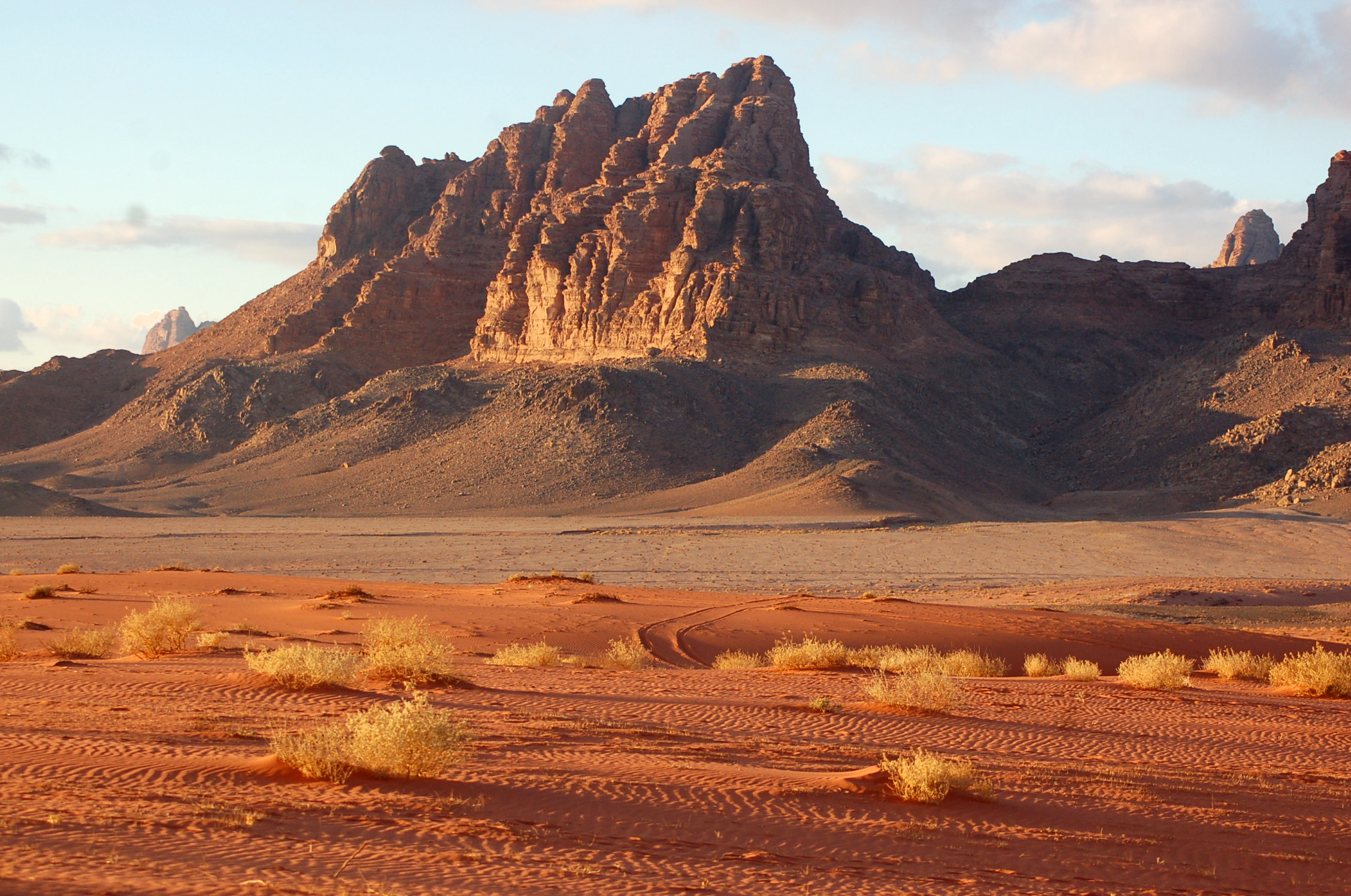
تقطعت السبل بالطاقم في وادي رم لمدة 70 يوما خلال جائحة كوفيد-19 عام 2020 في الأردن.

تم تأخير الجدول اللاحق الذي تم رسمه في الأصل من مارس إلى أوائل أبريل 2020 في صحراء وادي رم في الأردن بسبب جائحة فيروس كورونا في الأردن. بدأ التصوير أخيرا في 16 مارس. ومع ذلك تم عزل الممثل العماني طالب البلوشي ومترجمه مما تسبب في تفويته للتصوير بعد إجلاء عمان لمواطنيها. وبالمثل تم عزل ممثل سوداني ولم يتمكن بعض الممثلين من الوصول إلى الموقع بسبب إلغاء الرحلات الجوية. ومع ذلك استمر التصوير مع برتوي راج. بعد أن بدأ الأردن في فرض الإغلاق وجه رئيس وزراء ولاية كيرلة إدارة شؤون الكيراليين غير المقيمين بتقديم المساعدة من خلال السفارة الهندية. نظرا لإلغاء الرحلات الجوية الدولية سمحت السلطات الأردنية للطاقم بمواصلة التصوير مع البقاء معزولين. بعد ثمانية أيام من التصوير أُجبروا على التوقف في 24 مارس لكنهم تمكنوا من الحصول على إذن بالتصوير لمدة 17 يوما أخرى. ومع ذلك تم إلغاء الإذن في 27 مارس بعد فرض حظر التجول. ثم طلب بليسي المساعدة من حكومة كيرلة من خلال غرفة تجارة الأفلام في كيرلة لإعادتهم إلى وطنهم. ظلوا عاطلين عن العمل لمدة 32 يوما تالية وخلالها قلل برتوي راج من كتلة جسمه بشكل أكبر. عندما خففت القيود استؤنف التصوير في أبريل من الأسبوع الماضي واستمر حتى 17 مايو. تم ترحيل الطاقم المكون من 58 عضوا إلى جانب مواطنين هنود آخرين من قبل حكومة الهند كجزء من مهمة فاند بهارات ووصلوا إلى الهند في 22 مايو. في إقامتهم التي استمرت 70 يوما في المخيم الصحراوي صوروا لمدة 25 يوما. على الرغم من عدم الانتهاء من التصوير هناك فقد تم تصوير مشاهد حاسمة مما تطلب منهم العودة في وقت لاحق. حتى مع خطتهم الأصلية كان عليهم العودة للمشاهد التي يظهر فيها ممثل أمريكي. تم الانتهاء من حوالي 50 بالمائة من الفيلم وفقا للجدول الزمني.
بدأ الجدول الزمني التالي في أبريل 2022 في تيميمون في الصحراء الكبرى بالجزائر. وفقا لخطتهم احتاجوا إلى 40 يوما في الجزائر و35 يوما أخرى في الأردن. استمر الجدول الزمني في الجزائر حتى مايو. في نفس الشهر انتقل التصوير إلى وادي رم بالأردن. تم الانتهاء من الجدول الأردني في 14 يونيو وبالتالي اختتمت الجداول الدولية للفلم. انتقل التصوير إلى بيروناد وراني بولاية كيرلة في 22 يونيو للجدول النهائي. تم تصوير تسلسل السجن هناك في المجموعة. انتهى التصوير بالكامل في 14 يوليو 2022. كان كيه يو موهانان وسونيل كيه إس مصورين سينمائيين وكان رسول بوكوتي مصمم الصوت وكان أ. سريكار براساد محررا وكانت ستيفي زافيور مصممة الأزياء وكان رانجيث أمبادي فنان الماكياج. في أكتوبر 2022 أخبر برتوي راج فارايتي أن الفيلم يخضع لمرحلة ما بعد الإنتاج ويهدف إلى الحصول على مكان في مهرجان سينمائي في عام 2023.
أصبح الفيلم ثاني أغلى فيلم مليالمي على الإطلاق.

## الموسيقى
تم تأليف الموسيقى التصويرية والأغاني الأصلية للفيلم بواسطة أي.أر. رحمان في فلمه الثالث باللغة المليالمية بعد يودا (1992) ومالايانكونجو (2022). تضمنت الموسيقى التصويرية أربع أغنيات ومسار موسيقي بكلمات رفيق أحمد. أقيم حفل إطلاق صوتي كبير للفيلم في 10 مارس 2024 في مركز مؤتمرات أدلوكس الدولي في أنغامالي بحضور طاقم الفيلم وأعضاء طاقم العمل إلى جانب مشاهير بارزين. ومع ذلك باستثناء أغنية الفيديو الترويجية "أمل" التي تم إصدارها على منصات التواصل الاجتماعي في نفس اليوم تم إصدار الموسيقى التصويرية بعد أسبوع.

## التسويق
في أبريل 2023 أصدرت مجلة ددلاين هوليوود الإلكترونية مقطعا دعائيا غير متوقع للفلم. أعرب بليسي عن استيائه موضحا أن المقطع الدعائي كان مخصصا للوكلاء لعرضه في المهرجانات السينمائية والأغراض التجارية وليس للإصدار العام. وأكد أن أعمال ما بعد الإنتاج على المقاطع بما في ذلك تدرج الألوان والموسيقى كانت غير مكتملة حيث تم تأليف الموسيقى على لوحة مفاتيح فقط. تبرأ بليسي من ذلك باعتباره المقطع الدعائي الرسمي للإصدار الفني. وعلى الرغم من ذلك أصدر فريق الإنتاج رسميا نفس المقطع الدعائي بعد فترة وجيزة. في أواخر نوفمبر 2023 تم الكشف عن وسائل التواصل الاجتماعي الرسمية للفلم. في أواخر ديسمبر طلب الفريق من المعجبين تصميم ملصقات لمشاركتهم في حدث خاص مع برتوي راج وبليسي.
في 10 يناير 2024 كشف برابهاس عن النظرة الأولى للفيلم من خلال حساباته على وسائل التواصل الاجتماعي والتي ظهر فيها برتوي راج في مظهر ملتح وكئيب مثل نجيب محمد. حضر بليسي وبنيامين النسخة السابعة من مهرجان كيرلة الأدبي الذي أقيم في 13 يناير لمشاركة رؤاهم حول تكييف الرواية إلى الفلم. تم الكشف عن ملصقين آخرين في 17 و31 يناير أحدهما يظهر مظهر برتوي راج الكئيب والآخر يظهر الممثل في مظهر أصغر سنا مما يذكرنا بأيام الشخصية السابقة. في 11 فبراير شارك الفريق مقطع فيديو بعنوان أيام كورونا يكشف عن الإنتاج المضطرب حيث تقطعت السبل بالفريق في الأردن أثناء جائحة كوفيد-19.
أطلق بليسي ورحمن موقعا رسميا للفيلم في أواخر فبراير 2024. تم الكشف عن المقطع الدعائي للفيلم في 9 مارس 2024. تم استقبال المقطع الدعائي بشكل جيد للغاية حيث وصفت وسائل الإعلام مثل فيلم كومبانيون المرئيات بأنها "ساحرة" وقارن الناقد في صحيفة إكسبرس الهندية أداء برتوي راج بأداء ليوناردو دي كابريو في فيلم العائد (2015).

## الإصدار

### السينمائي
أثناء الترويج لفيلم كابا (2022) في ديسمبر 2022 كشف برتوي راج أن فيلم حياة الماعز سيُعرض لأول مرة في مهرجان كان السينمائي لعام 2023 إذا اكتملت أعمال ما بعد الإنتاج في الوقت المحدد. في مثل هذا السيناريو سيكون الإصدار السينمائي العالمي للفيلم في النصف الأخير من عام 2023. ومع ذلك إذا لم يتمكن الفيلم من الوصول إلى كان فسيتم عرضه لأول مرة في مهرجان الفيلم الرئيسي التالي. في مايو 2023 بعد الغياب عن كان كشف بليسي عن استراتيجية لعرض الفيلم لأول مرة في مهرجان البندقية السينمائي مع إصدار سينمائي لاحق في أكتوبر 2023 بشرط إكمال أعمال ما بعد الإنتاج المتبقية بحلول منتصف يونيو.
في أواخر نوفمبر 2023 أُعلن أن الفيلم سيُطرح في دور العرض في 10 أبريل 2024 قبل عطلة عيد الفطر وعيد فيشو. ومع ذلك في فبراير تم تقديم موعد عرض الفيلم إلى 28 مارس 2024.
سيتم توزيع الفيلم من قبل شركة برتوي راج للإنتاج في ولاية كيرلة وهومبالي للأفلام في ولاية كارناتاكا وصناع أفلام ميثري في ولاية أندرا براديش وتيلانجانا وأفلام العملاق الأحمر في ولاية تاميل نادو وأفلام أ أ في شمال الهند.

### الوسائط المنزلية
تم عرض الفيلم لأول مرة على نتفليكس اعتبارا من 19 يوليو 2024.

## الاستقبال

### شباك التذاكر
في يوم عرض الافتتاح، جمع الفيلم ما يقرب من 16.7 كرور روبية، منها 5.63 كرور روبية كانت من ولاية كيرلة.

### الاستجابة النقدية
تلقى فيلم حياة الماعز مراجعات إيجابية من النقاد الذين أشادوا بأداء برتوي راج والمونتاج. على موقع تجميع المراجعات روتن توميتوز 86% من 7 مراجعات نقاد إيجابية بمتوسط تقييم 7.5/10.
قام أرجون مينون من موقع Rediff.com بتقييم الفيلم بـ 4/5 نجوم وأشار إلى أن "فيلم حياة الماعز يمثل اتجاها جديدا للسينما المليالمية حيث يلتقي الطموح بالموارد والأشخاص المناسبين وكل ذلك لصالح القصص التي تستحق أن تُروى على أكبر مسرح على الإطلاق". أعطى أناندو سوريش من صحيفة إكسبرس الهندية 4 نجمات من خمسة وكتب: "بينما اختار بليسي بعناية اللحظات الضرورية فقط للتكيف السينمائي مع فيلم حياة الماعز فشل نصه طوال الوقت في بناء قدر كاف من التوتر". أعطت جاناني كيه من صحيفة إنديا توداي 3 من 5 نجوم وكتبت "فيلم حياة الماعز هو فيلم غامر يعتمد على أداء برتوي راج وبراعته التقنية".

### جدل
أثار فيلم حياة الماعز ضجة وجدلاً واسعًا على مواقع التواصل الاجتماعي بعد عرضه مترجمُا للعربية على شبكة نتفلكس في شهر أغسطس 2024. كان السبب قصة الفيلم التي أغضبت البعض لا سيما السعوديين. فالفيلم يتناول موضوع نظام الكفالة في السعودية والذي يُلزم صاحب العمل بكفالة العامل وتحمل مسؤولياته، كذلك الصورة القاسية التي عرضها للكفيل والتي لا تمّثل أخلاقيات السعوديين والعرب والمسلمين عمومًا. ولعل صنّاع العمل استشعروا أن الفيلم ربما سيثير جدلاً وإشكالات. لذا وضع في مقدمة الفيلم ملاحظة تؤكد أن «الفيلم لا يقصد الإساءة لأي بلد أو شعب أو مجتمع أو عرق». على الرغم من ذلك أثار الفيلم موجة جدل واسعة بين النقاد ورواد مواقع التواصل الخليجيين. بعضهم اعترض على طريقة طرح فكرة نظام الكفالة بينما رأى آخرون أنه عمل إبداعي يندرج في حرية الإبداع ولا يعبّر عن الواقع.
علّق نقّاد الفن السعوديين على الفيلم ورأى البعض أن القصة التي عرضها الفيلم بعض أحداثها غير واقعية وربما من نسج الخيال. تبدأ من إجراءات الخروج من المطار بصحبة الكفيل، والتي برأيهم تتطلب إجراءات رسمية، كذلك مشاهد الضرب لأحد العمال، والتي يرون أنه من غير الممكن أن تحصل، فرعاية الدولة معروفة للمواطنين والمقيمين، كذلك فإن الصورة المقدّمة في الفيلم للمواطن السعودي وأهل البادية السعودية والرجل البدوي تناقض المعروف عنه من أصالة وكرم وعطاء، خصوصًا وأن الفيلم من فئة «القصة الأصلية» التي يكون فيها الحرص كبيرًا على ملاءمة الحقيقة، لكن ما جرى في الفيلم ناقض الواقع السعودي، وبرأيهم شوّه الصورة الحقيقية للسعودية والخليج وبالغ في التصوير التنميطي والخيالي.
انتقد آخرون ما قامت به بعض الجهات من تقديمهم للفيلم وكأنه «يعرّي السعودية» والخليج العربي بشكل عام، وأنه بات وسيلة لكل من أراد مهاجمة السعودية، وأوضحوا حساسية الجمهور الخليجي تجاه هذا النوع من الأفلام، كونها تعزز الصورة النمطية والإساءة المستمرة التي عادة ما تقدمها السينما الغربية وحتى الهندية في تصويرها للعرب وبلادهم وسلوكهم.

صرّح الفنان العماني «طالب محمد البلوشي» والذي أدّى دور الكفيل بأنه ليس نادمًا على المشاركة في فيلم «حياة الماعز». وقال البلوشي في مقابلة لإذاعة «هلا إف إم» العمانية: 
لست نادمًا على مشاركتي في العمل أبدًا بالعكس أنا فرحان لهذا العمل الكبير والجميل عالميًا وفنيًا وتقنيًا ... هناك عقول منفتحة تفهم وتدرك ونحن كلنا في دول الخليج إخوة وليس عندنا ضرر ولا ضرار ... أنا ممثل وهذا الدور ليس له علاقة بحكاية الإساءة، وإن هذه الرواية حقيقية شئنا أم أبينا، بغض النظر عن توقيت طرحها وأن الفيلم طرح مشكلة كان ينبغي أن يتم حلها منذ زمن".

## الجوائز
| السنة | المهرجان                     | الفئة                                      | الفائز                    | المصدر          |
| ----- | ---------------------------- | ------------------------------------------ | ------------------------- | --------------- |
| 2024  | جوائز ولاية كيرلة السينمائية | أفضل مخرج                                  | بليسي                     | [ 102 ] [ 103 ] |
| 2024  | جوائز ولاية كيرلة السينمائية | أفضل سيناريو (مقتبس)                       | بليسي                     | [ 102 ] [ 103 ] |
| 2024  | جوائز ولاية كيرلة السينمائية | أفضل ممثل                                  | برتوي راج السكماري        | [ 102 ] [ 103 ] |
| 2024  | جوائز ولاية كيرلة السينمائية | أفضل فيلم يتمتع بجاذبية شعبية وقيمة جمالية | فيجوال رومانس             | [ 102 ] [ 103 ] |
| 2024  | جوائز ولاية كيرلة السينمائية | أفضل تصوير سينمائي                         | سونيل كاي إس              | [ 102 ] [ 103 ] |
| 2024  | جوائز ولاية كيرلة السينمائية | أفضل خلط الصوت                             | ريسول بوكوتي, ساراث موهان | [ 102 ] [ 103 ] |
| 2024  | جوائز ولاية كيرلة السينمائية | أفضل فنان مكياج                            | رانجيث أمبادي             | [ 102 ] [ 103 ] |
| 2024  | جوائز ولاية كيرلة السينمائية | تنويه خاص (التمثيل)                        | كاي آر غوكول              | [ 102 ] [ 103 ] |
| 2024  | جوائز ولاية كيرلة السينمائية | أفضل مختبر معالجة / أفضل ملون              | فايشاك شيفا               | [ 102 ] [ 103 ] |

## وصلات خارجية
- مقالات تستعمل روابط فنية بلا صلة مع ويكي بيانات